# Le Feu sur la montagne
Le Feu sur la montagne est un roman de l'écrivain américain Edward Abbey paru en 1962.

## Synopsis
Chaque été, Billy Vogelin, 12 ans, vient passer ses vacances dans le ranch de son grand-père John, au pied d'une montagne au cœur du désert du Nouveau-Mexique. L'y attendent usuellement des excursions dans les sublimes arides paysages environnants avec John et l'amical trentenaire Lee Mackie. Cette année-là sourd cependant une menace : au nom de la sécurité nationale, l'US Air Force veut exproprier John de son ranch afin d'étendre le terrain militaire voisin qui sert de champ de tir de missiles. Le vieil homme et son petit-fils ne l'entendent pas ainsi.

## Écriture
Edward Abbey rédige ce court roman alors qu'il travaille, depuis janvier 1961, comme garde forestier dans le parc national de Petrified Forest. Selon son biographe James M. Cahalan, le style d'Edward Abbey est inspiré du script rédigé par Dalton Trumbo pour Seuls sont les indomptés — l'adaptation cinématographique de son roman The Brave Cowboy (1956) — dont il apprécie le rythme rapide et la vivacité des dialogues. Dans une interview donnée dans les années soixante-dix, l'auteur affirme avoir destiné son roman à Hollywood et escompter une adaptation au cinéma ; il est effectivement adapté en un téléfilm homonyme en 1981.

## Réception critique et analyse
À sa parution en 1962, le roman reçoit des critiques positives dans la presse américaine. À l'occasion de sa traduction en français en 2008, Le Monde y voit « une fable émouvante », tandis qu'Emmanuel Romer de La Croix indique que ce « récit émouvant à souhait porte déjà en lui tout l'engagement d'Abbey ». Se retrouvent dans ce western des thèmes chers à l'auteur, tels l'ouest américain sauvage ou la critique du développement techno-militariste,,. L'ouvrage est un hymne à la liberté et un « hommage à la beauté d'un monde menacé de disparition », écrit Norbert Spehner dans La Presse.